# Carl Gustaf Hellqvist
Carl Gustaf Hellqvist, né le 15 décembre 1851 à Kungsör et mort le 19 novembre 1890 à Munich, est un peintre historique suédois.
Il entre à l'académie royale des arts de Suède en 1864. En 1875, il remporte le premier prix de l'Académie pour son tableau Gustaf I anklagar Peder Sunnanväder och Mäster Knut inför domkapitlet i Västerås  (« Gustave Ier accuse Peder Sunnanväder et Maître Knut devant le chapitre de la cathédrale de Västerås »). Deux ans plus tard, en 1877, il décroche une bourse et entame une série de voyages en Europe. Il s'installe à Munich en 1879, puis à Paris en 1882, après avoir épousé sa fiancée Julia Thiersch. Il expose au Salon sa toile Sten Sture den yngres död på Mälarens is 1520 (« La mort de Sten Sture le Jeune sur la glace du lac Mälar en 1520 »). Il se rend à Vienne en juillet 1882 pour recevoir une médaille pour son tableau Valdemar Atterdag brandskattar Visby (« Valdemar Atterdag rançonne Visby) »).

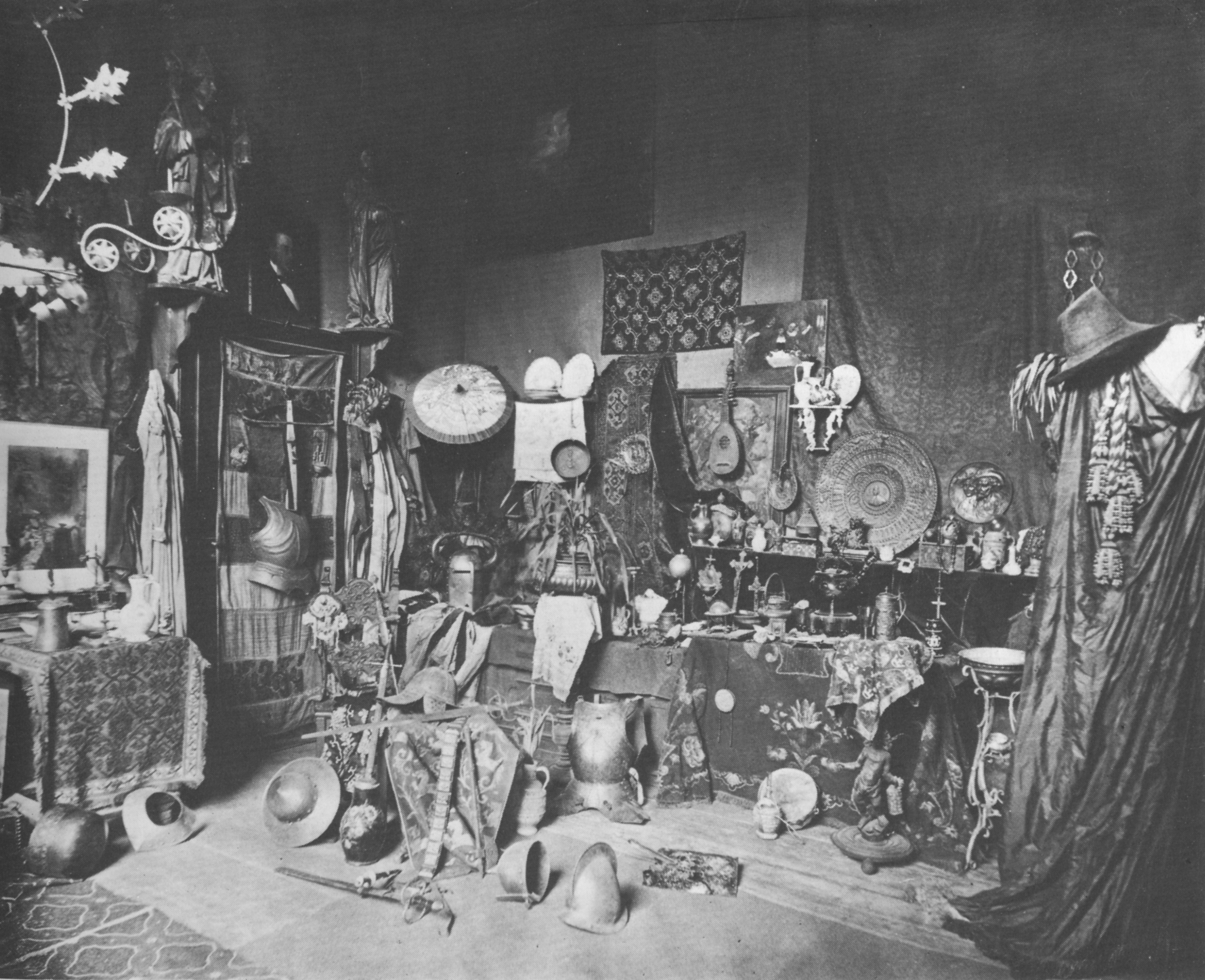
L'atelier de Hellqvist à Munich.

Hellqvist souffre d'importantes migraines, qui l'obligent à mettre un terme à ses cours à la Königliche akademische Hochschule für die bildende Künste en 1886. Il cesse de peindre des tableaux historiques vers la même date. À partir de 1889, il est traité aux électrochocs et doit suivre un régime. En 1890, les biens de son studio de Munich sont vendus. Il meurt le 19 novembre de la même année, dans l'asile où il était soigné pour ses migraines, et est enterré à Munich.

L'entrée ignomineuse de Père Sunnanvader et Maaître Knut à Stockholm en 1526, 1879 - Stockholm National Museum

Moine jardinant, 1883 - Suède, Gothenburg Muséum of art
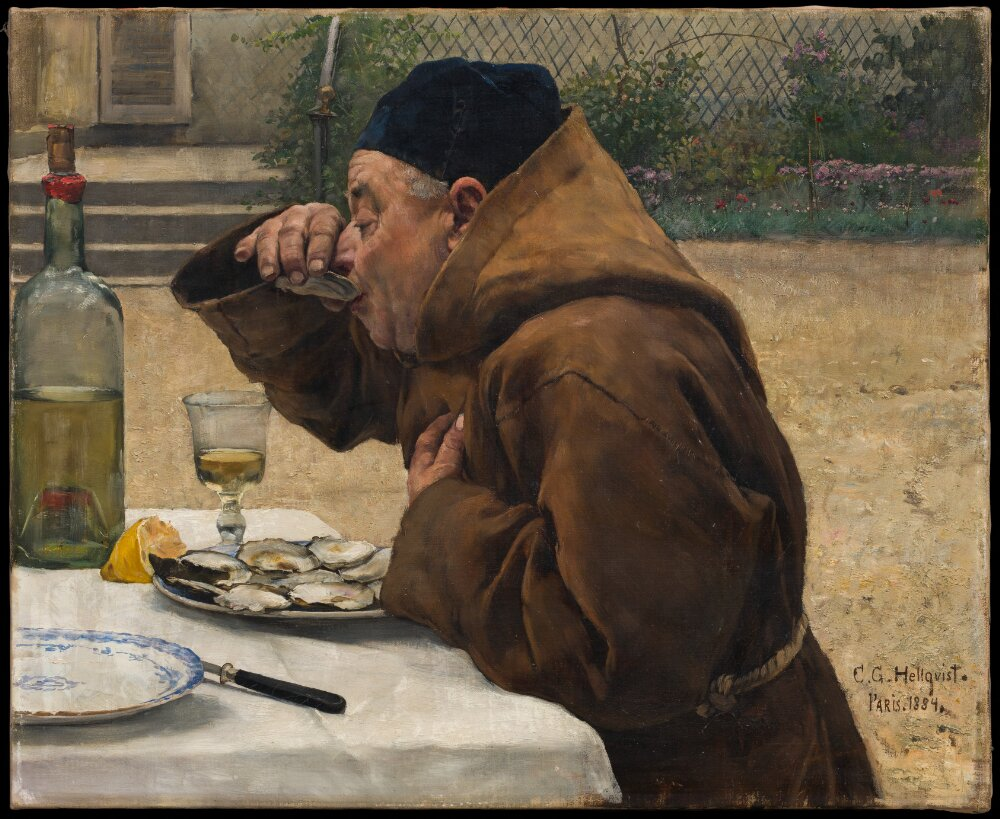
Moine avalant des huitres, 1884 - Stockholm National Museum -